# Brabham BT19
Vous lisez un « bon article » labellisé en 2011.
Pour les articles homonymes, voir Brabham.
Chronologie des modèles (1966 et 1967)
Brabham BT11 Brabham BT20
La Brabham BT19 est une monoplace de Formule 1 conçue par l'ingénieur australien Ron Tauranac pour l'écurie Brabham. La BT19 est engagée en 1966 et en 1967. Elle permet à Jack Brabham de remporter son troisième titre de champion du monde des pilotes en 1966. Brabham fait souvent référence à la BT19 en l'appelant « [mon] vieux clou ». C'est la première monoplace à permettre à un pilote de remporter une course en Formule 1 sur une voiture portant son nom.
Initialement construite pour accueillir un moteur Coventry Climax FWMV de 1 495 cm3, la monoplace ne prend aucun départ ainsi configurée. Quand, en 1966, la FIA décide de doubler la cylindrée des moteurs qui passe ainsi à 3 000 cm3, Brabham Racing Organisation se tourne vers le motoriste Australien Repco. Il fournit à l'écurie un bloc moteur de type V8 dénommé Repco 620. Une divergence d'opinion entre Jack Brabham et Ron Tauranac conduit ce dernier à prendre une part moindre au développement de la voiture. Ainsi, une seule Brabham BT19 est fabriquée et, de fait, est constamment développée au fil des courses pour rester performante.
La Brabham BT19 est acquise en 2009 par Repco et est visible au National Sports Museum de Melbourne en Australie et participe à de nombreux évènements.

## Historique
La Brabham BT19 est conçue par l'ingénieur australien Ron Tauranac pour Brabham Racing Organisation afin de concourir en 1965 dans le championnat du monde de Formule 1. La BT19, comme sa contemporaine la Lotus 39, est construite pour être motorisée par le moteur FWMW de Coventry Climax, un seize cylindres à plat.
Cependant, le projet est trop complexe et l'unique exemplaire de la BT19 ne prend le départ d'aucune course dans cette configuration. Au terme de la saison, le développement du FWMW est arrêté au profit du moteur FWMV, un huit cylindres en V au fonctionnement moins complexe et au rendement plus élevé. Ainsi propulsée, la Lotus 33 permet à Jim Clark de remporter sept courses et le titre de champion du monde des pilotes.
En 1966, la règlementation de la Formule 1 édictée par la Fédération internationale de l'automobile, passe la cylindrée de 1,5 à 3,0 litres. Coventry Climax est incapable d'augmenter la cylindrée de son bloc-moteur et n'a pas développé de moteur de 3,0 litres, laissant plusieurs écuries sans moteur performant pour la saison à venir.
Les blocs proposés par les autres motoristes comportent tous au moins douze cylindres. À proportions égales, plus de cylindres permettent de réduire la taille et d'alléger les pièces mobiles. Par conséquent, le moteur tourne plus vite et est plus puissant à plus haut régime. Or, augmenter le nombre de cylindres signifie également augmenter le nombre de pièces mobiles, la taille et le poids total du moteur au détriment de la fiabilité. Jack Brabham, propriétaire au même titre que Ron Tauranac de Brabham Racing Organisation, se tourne vers la firme australienne Repco pour résoudre ce problème. Il demande un nouveau moteur de 3,0 litres, majoritairement construit avec des pièces déjà éprouvées. Repco et Brabham sont conscients que le bloc Repco 620 manquera de compétitivité par son manque de puissance mais sera léger et fiable. Les deux compagnies savent que la monoplace est capable d'obtenir de bons résultats, au moment où les autres écuries du plateau concentrent leurs efforts sur la fiabilisation de leurs monoplaces.
Les monoplaces Brabham sont conçues et réalisées par Motor Racing Developments Ltd., une autre compagnie détenue par Jack Brabham et Ron Tauranac dont le but est la construction et la vente de voitures aux écuries privées, engagées dans toutes les Formules. Brabham Racing Organisation est une entité entièrement séparée de Motor Racing Developments Ltd. à qui elle achète les voitures. Cet arrangement mis en place en 1962 prend fin en 1965 quand Tauranac, lassé de ce système, vient à dire : « c'était beaucoup d'efforts sans réel intérêt puisque je ne me rendais plus beaucoup aux courses. […] J'aurais aussi bien pu retourner à ma principale activité, qui était de vendre des voitures »,.
Même si Jack Brabham fait des recherches pour trouver un nouveau châssis auprès d'un autre fabricant, les deux hommes conviennent que Tauranac doit avoir une part plus importante dans la vie de l'équipe de Formule 1. En novembre 1965, Motor Racing Developments Ltd. prend une part plus importante dans l'activité de Brabham Racing Organisation. Fin 1965 coïncide avec la livraison du bloc Repco 620 à l'usine de Milton Keynes, deux semaines avant la première course disputée hors championnat sous la nouvelle règlementation. Pour le Grand Prix d'Afrique du Sud 1966, l'équipe choisit le châssis F1-1-1965, le seul qui puisse être mis en service.

## Châssis et suspension

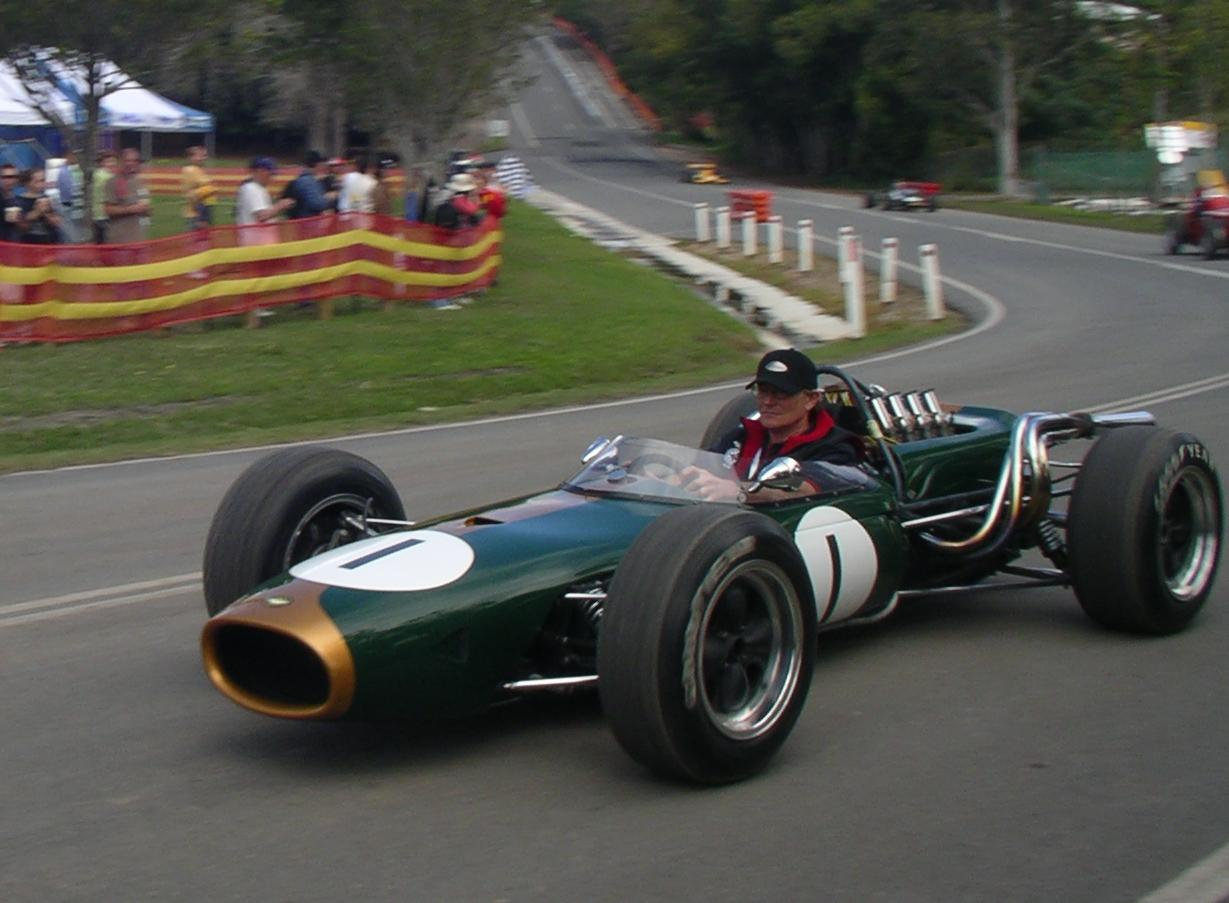
La Brabham BT19 en démonstration au Speed on Tweed 2007, à Murwillumbah.

Tauranac construit la BT19 autour d'un châssis multitubulaire du même type que ceux déjà employés par l'écurie. La décision d'utiliser ce type de châssis est considérée comme conservatrice, en effet, en 1966, plusieurs écuries concurrentes se servent d'un châssis monocoque, supposé plus léger et rigide, similaire à celui introduit en Formule par le Team Lotus en 1962. Tauranac croit qu'un châssis monocoque n'est pas plus rigide qu'un châssis multitubulaire de bonne facture mais aussi qu'un châssis monocoque sera plus difficile à réparer et à entretenir.
Ce point est un sujet d'attention très particulier chez Motor Racing Developments Ltd., qui est alors le plus important fabricant de monoplaces au monde pour les écuries privées. La compagnie doit une partie de son succès à sa réputation de fournir à ses clients des monoplaces identiques en tout point à celle fournies à Brabham Racing Organisation et à les réparer avec la même considération. Une amélioration caractéristique est l'utilisation de sections ovales à la place des sections rondes dans l'habitacle autour du pilote. Le cockpit est, jusqu'ici, un trou dans la structure qui l'affaiblit considérablement. Pour une surface transversale donnée, l'utilisation de tubes ovales permet plus de rigidité qu'avec des tubes ronds. Tauranac s'approvisionne en tubes ovales pour rigidifier la zone du cockpit. La voiture pèse alors 567 kg et dépasse la limite maximale autorisée de près de 68 kg en étant tout de même l'une des monoplaces les plus légères du plateau en 1966. Une fois ravitaillée et avec son pilote embarqué, on estime son poids à 642 kg, soit 127 kg de moins que la plus puissante des monoplaces rivales, la Cooper T81-Maserati,

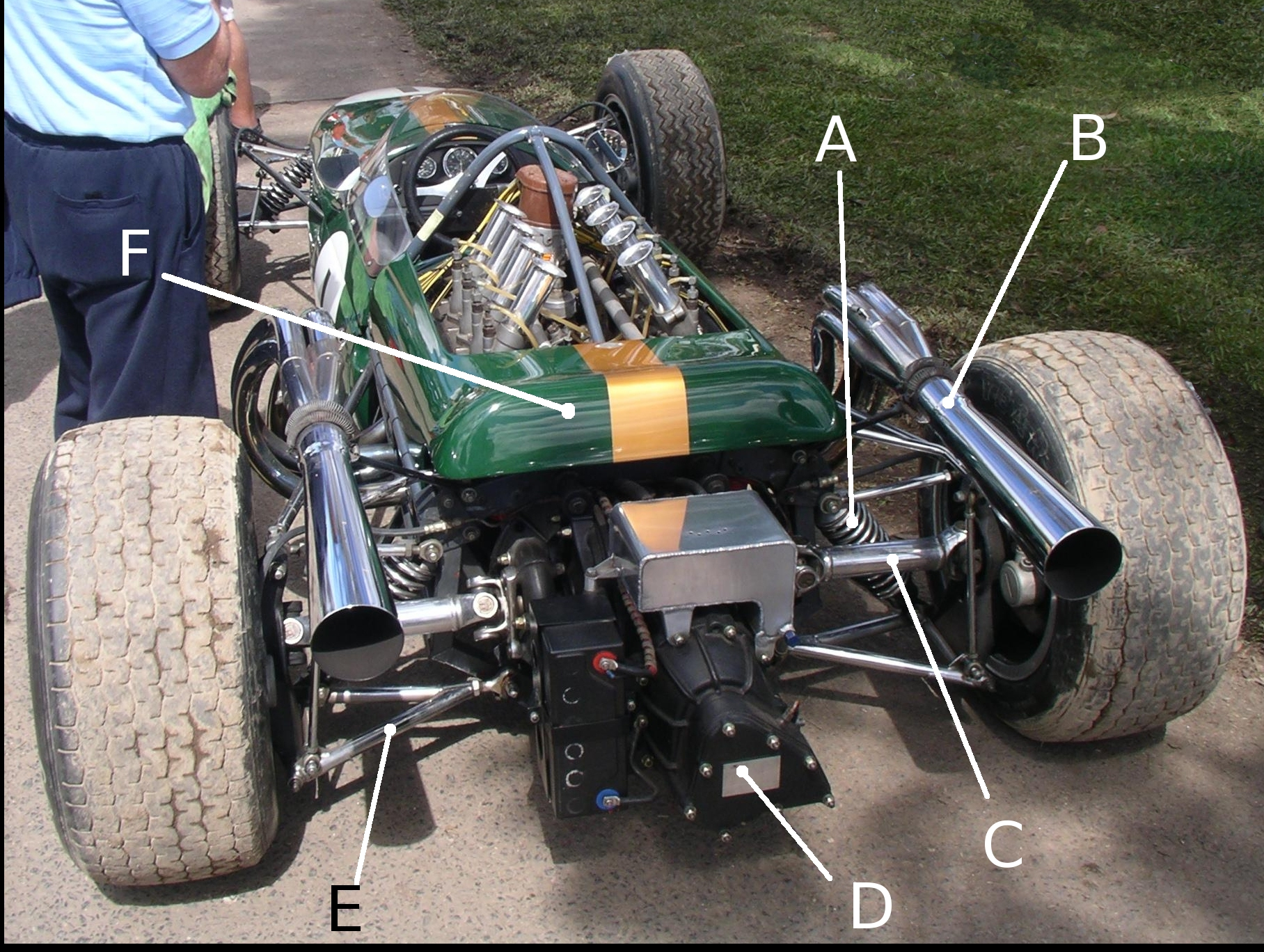
Vue de la suspension arrière de la BT19 avec :
A) Suspension arrière outboard à ressorts.
B) Pot d'échappement 4 en 1 par rangée de cylindre.
C) Partie droite de l'arbre de transmission.
D) Boîte de vitesses.
E) Triangle inférieur inversé, faisant partie de la suspension.
F) Partie arrière du capot moteur.

La carrosserie de la BT19, composée de fibre de verre mêlée à des matières plastiques est peinte aux couleurs nationales de l'Australie, en vert avec la calandre bordée d'or. Alors que l'aérodynamique n'a pas encore une place très importante en Formule 1, Ron Tauranac fait appel à la soufflerie du MIRA depuis 1963 pour affiner la forme de ses voitures. Brabham attribue le nez plongeant et la jupe arrière relevée au niveau du moteur à l'attention de Tauranac pour les détails aérodynamiques. En 1967, on retrouve sur la monoplace de petits ailerons destinés à réduire la portance sur l'avant.
En dépit de la tendance amorcée dès 1961 par la Lotus 21, la suspension qui contrôle les mouvements du châssis et des roues est encore située à l'extérieur du châssis (outboard). Les amortisseurs situés entre la carrosserie et les roues sont encombrants et génèrent un traînée aérodynamique indésirable. Tauranac persiste dans cette approche apparemment conservatrice car les tests en soufflerie qu'il effectue depuis le début des années 1960 lui indiquent que de dissimuler les ressorts et les amortisseurs dans la carrosserie (inboard) s'avèrerait plus compliqué en apportant une amélioration de seulement 2 % de la traînée. La suspension avant se compose de doubles triangles non parallèles de longueur inégale. Les éléments sur lesquels les roues et les freins sont montés sont dérivés de ceux fabriqués chez Alford & Alder pour les Triumph Herald. La suspension arrière est composée d'un seul lien en haut, d'un triangle inférieur inversé et de deux tiges en alliage de magnésium. Les roues, d'un diamètre de 13 pouces sont très vite agrandies, passant à 15 pouces à l'arrière et plus tard à l'avant. Cette amélioration permet de monter des freins à disques d'un plus important diamètre. Ceux installés sur les roues les plus petites mesurent 10,5 pouces de diamètre contre 11 pouces sur les plus grandes. Les pneumatiques choisies pour équiper la BT19 sont des Goodyear.
La BT19 assoit la réputation de Tauranac comme celle d'un bon concepteur de monoplaces. Depuis, Jack Brabham a décrit la BT19 comm « merveilleusement équilibrée et j'ai adoré sa disponibilité à partir en dérive dans les virages à grande vitesse »,. Jack Brabham la surnomme « mon vieux clou » ; Ron Tauranac dit que c'est « parce qu'elle avait deux ans, qu'elle était facile à conduire et n'avait pas de défaut »,.

## Moteur et transmission

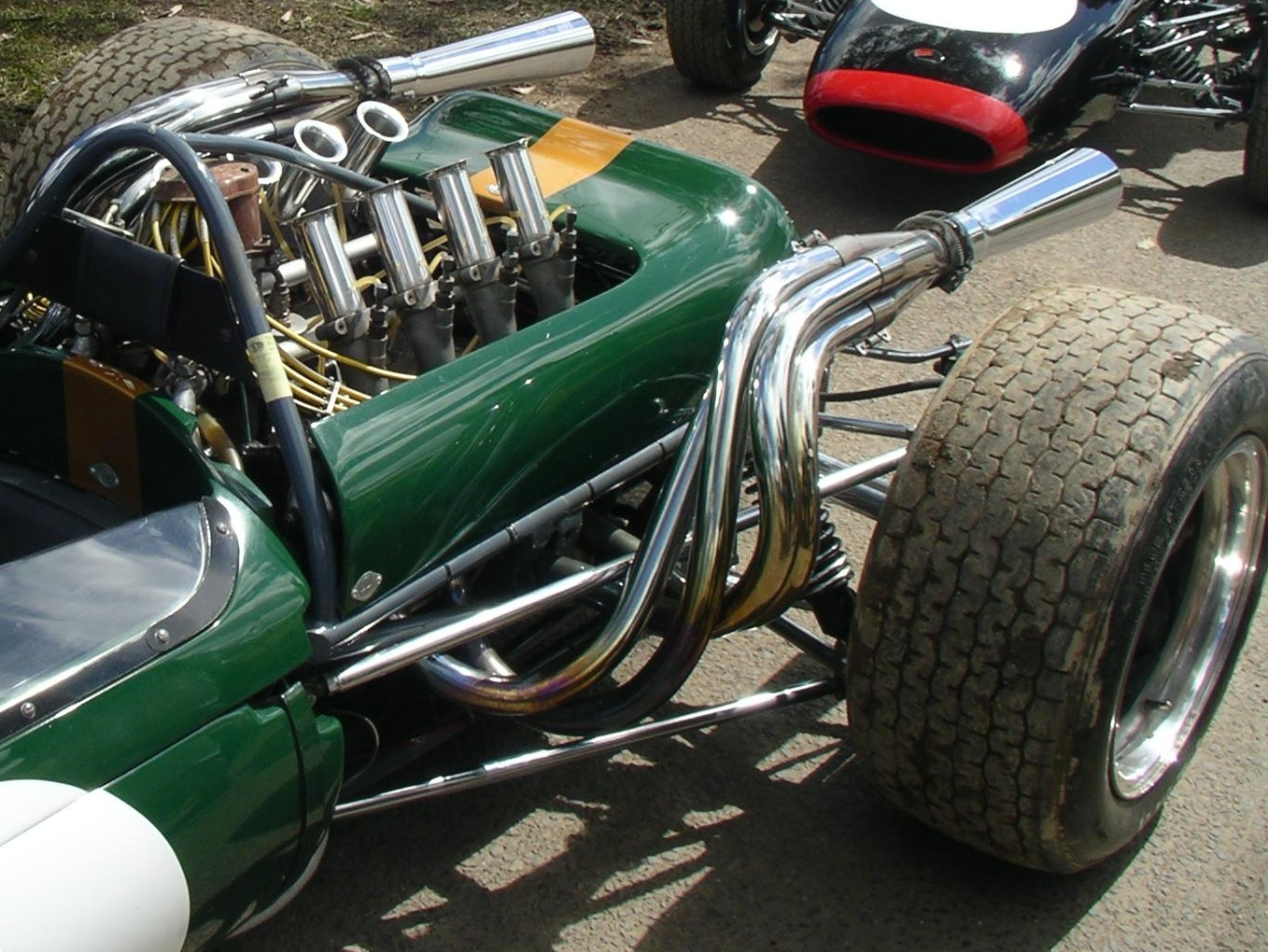
Vue de la suspension arrière de la BT19. Le tuyau d'échappement passe entre les sections supérieures et inférieures de la suspension. Ce système est repris sur la BT20. À l'origine, l'échappement passait entre la section supérieure de la suspension et la carrosserie.

Le moteur Repco est conçu et réalisé par une petite filiale, Repco-Brabham engines Pty Ltd.. Le bloc-moteur Repco 620 est un huit cylindres en V atmosphérique dérivé du Big block Buick 215 en alliage d'aluminium monté dans les Oldsmobile F-85 entre 1961 et 1963 avant d'être abandonné par General Motors à la suite de problèmes de production. Repco monte ses propres chemises en fonte sur le bloc Oldsmobile et le renforce par deux culasses Repco à simple arbre à cames en tête entraînés par une chaîne.
L'intérieur du moteur comporte un vilebrequin d'origine Laystall, de bielles et de pistons spécifiques d'origines Daimler. Le dessin de la culasse oblige les tuyaux d'échappement à sortir vers l'extérieur du bloc et passer à travers le châssis avant de serpenter dans la suspension arrière. Cette disposition complique sérieusement le travail de conception de Tauranac. Le moteur est refroidi par eau, avec des radiateurs d'huile et d'eau montés dans le museau de la voiture.
Le Repco 620 est un moteur léger pour son époque avec un poids d'environ 154 kg en comparaison avec les 227 kg du douze cylindres en V Maserati 9/F1. D'une cylindrée de 3,0 litres, le Repco 620 développe 300 chevaux à 8 000 tours par minute, contre 330 à 360 chevaux pour les blocs Ferrari et Maserati,,.
Cependant, le moteur développe un niveau élevé de couple sur une large plage de régime moteur à partir de 3 500 tr/min avec un couple maximal de 316 N m à 6 500 tr/min. Installé dans le châssis de la BT19, le Repco 620 se révèle peu gourmand. Jack Brabham révèle qu'à ses débuts la monoplace consomme 40 litres aux cent kilomètres contre 70 litres aux cent kilomètres pour les voitures les plus « exotiques ». La BT19 est capable de prendre le départ d'un Grand Prix avec seulement 160 litres contre 250 litres pour les Cooper T81-Maserati. Un autre avantage du Repco 620 est son faible coût, le bloc-moteur coûte 11 £ et chaque bielle 7 £.
Le bloc Repco 740 n'est utilisé que trois courses durant en 1967, plus léger, ses culasses ont également été redessinées. Grâce à d'autres améliorations, sa sortie d'échappement se situe désormais au centre et n'a plus à traverser la carrosserie comme avec le Repco 620. Le bloc 740 est également plus puissant avec 330 ch (250 kW),.
La BT19 est initialement dotée d'une boîte de vitesses Hewland HD (« Heavy Duty » pour « poids lourds ») conçue pour équiper des moteurs moins puissants d'une cylindrée d'au maximum 2,0 litres. La puissance du Repco 620, trop élevée pour la boîte qui ne peut transmettre avec fiabilité toute la puissance, oblige Jack Brabham à composer avec la fragilité de la transmission Hewland HD. Il doit prendre des départs « doux » pour éviter de casser. La boîte HD est remplacée plus tard par la Hewland DG (« Different Gearbox » pour « boîte de vitesses différente »). Plus solide, elle est produite à la demande conjointe de Jack Brabham et de Dan Gurney pour son équipe Anglo American Racers. La boîte Hewland DG devient au fil du temps, un choix de référence parmi les écuries.

## Compétition

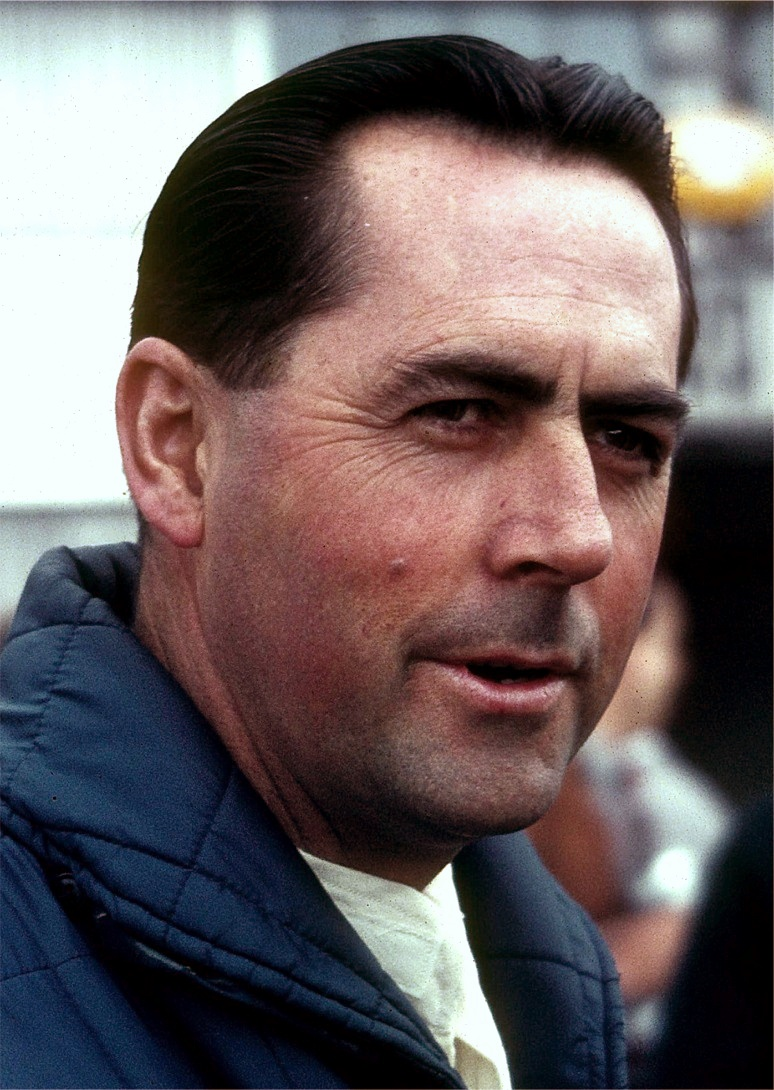
Jack Brabham, âgé de 40 ans, remporte son troisième titre de champion du monde des pilotes sur la BT19.

Bien que considérée par son créateur comme un « coup de fouet », la BT19 se forge un palmarès de quatre victoires en Formule 1, aux seules mains de Jack Brabham. La BT19 est engagée dans plusieurs épreuves hors championnat avant de concourir en championnat en 1966. Au Grand Prix d'Afrique du Sud, disputé le 1er janvier 1966 à East London, la BT19 est la seule monoplace adaptée à la nouvelle règlementation permettant une cylindrée de 3,0 litres. Elle signe le meilleur temps des essais puis prend la pole position et domine la course jusqu'à ce la pompe à injection casse. Cet incident se reproduit au Grand Prix de Syracuse mais pas au BRDC International Trophy où Brabham réalise un hat trick (pole position, meilleur tour en course, victoire) en terminant devant la Ferrari d'usine de John Surtees, le champion du monde 1964.
La saison 1966 de Formule 1 s'ouvre à Monaco. Jack Brabham, affecté par un rhume, part mal qualifié et abandonne sur bris de boîte de vitesses. La course, dominée par la Ferrari de Surtees jusqu'au quinzième tour, est finalement remportée par la BRM P261 de Jackie Stewart avec son moteur de 2,0 litres. La manche suivante, disputée sous la pluie, en Belgique, sur le circuit de Spa-Francorchamps, débute mal pour Brabham qui part en glissade dès le premier tour à 215 km/h. La pluie a raison de la moitié des pilotes y compris Stewart qui se blesse et manquera la course suivante. Brabham, sur une monoplace aux pneus inadaptés aux conditions, termine quatrième des cinq pilotes restants, laissant la victoire à Surtees qui quitte l'écurie italienne au terme du Grand Prix.
Au Grand Prix de France, disputé sur le très rapide tracé de Reims, Brabham prend en chasse la Ferrari du poleman Lorenzo Bandini. Bien que disposant d'une voiture moins puissante, l'Australien reprend, grâce à l'aspiration, 8 km/h en bout de ligne droite à l'Italien. Brabham conforte sa position devant le deuxième pilote de la Scuderia, le débutant Mike Parkes, tandis que Lorenzo Bandini prend le large avec une avance proche des 30 secondes au douzième tour. Bandini rencontre des problèmes avec le câble de l'accélérateur au trente-deuxième tour et abandonne cinq tours plus tard, laissant Brabham remporter la course devant Parkes et devenir le premier pilote à remporter une course sur une voiture portant son nom en championnat du monde de Formule 1.
Même si la première BT20 est prête dès la manche de Reims, Jack Brabham continue d'engager la BT19 et remporte trois nouvelles victoire à son volant. La première de ces trois courses se dispute en Grande-Bretagne à Brands Hatch en l'absence de la Scuderia Ferrari qui annonce officiellement renoncer à l'épreuve en raison d'une grève ouvrière en Italie, alors que les rumeurs rapportent que la Scuderia se serait retirée prévoyant une cuisante défaite. Sur le tracé sinueux et tordu du Kent, rendu glissant et dangereux par une fuite d'huile conjuguée au crachin britannique, Brabham réalise un Grand Chelem.
Quelques semaines plus tard, à Zandvoort, aux Pays-Bas, Brabham rapporte que la piste est « encore plus huileuse et perfide que Brands [Hatch] »,. Il est doublé à mi-course par la Lotus 33 de 2,0 litres de Jim Clark mais le repasse lorsque celui-ci rencontre des problèmes de surchauffe pour enfin remporter le Grand Prix.
La course suivante se tient en Allemagne sur la boucle nord du Nürburgring que Brabham compare à « Brands Hatch avec des stéroïdes ». Pendant le tour d'ouverture, Brabham prend l'ascendant sur Surtees, désormais sur Cooper-Maserati. Brabham conserve la tête de la course au prix d'une lutte acharnée avec l'Anglais et remporte la manche. Avec quatre victoires et plus d'arrivées classé que ses concurrents, Brabham porte son avance à 22 points et seuls Surtees et Stewart sont capables de le rattraper.
Jack Brabham fait le déplacement à Monza, en Italie avec la BT19 et une BT20. Il accomplit quelques tours aux essais avec la BT20 mais décide de prendre le départ sur la BT19 qu'il sent plus puissante. Comme à Reims, Brabham prend l'aspiration des leaders mais, au huitième tour, une fuite d'huile met un terme à sa série victorieuse. Devenu spectateur, Jack Brabham assiste aux abandons successifs de Jackie Stewart et John Surtees. Les deux hommes ne pouvant plus revenir sur lui au championnat, Brabham est sacré pour la troisième fois champion du monde des pilotes, le premier et actuellement le seul à l'avoir obtenu sur une voiture portant son nom.
Jack Brabham aligne une fois encore la BT19 dans la manche hors championnat de l'Oulton Park Gold Cup où il signe la pole position et remporte la victoire. Revenu en championnat, Brabham remise la BT19 au profit de la plus récente BT20 pour les deux dernières épreuves de la saison. La BT19 est engagée aux trois premiers Grands Prix de la saison 1967 avec le nouveau bloc Repco 740. Ainsi propulsée, elle s'empare de la pole position à Monaco et de la deuxième place du podium aux Pays-Bas.
Interrogé sur les raisons de la compétitivité inattendue des Brabham-Repco en 1966, l'historien du sport automobile Doug Nye suggère qu'elle « pouvait marquer des points grâce à son poids contenu face aux plus puissantes Ferrari, BRM, Cooper-Maserati, Eagle-Weslake et Honda, inabouties, et simplement grâce à son « rythme » face aux voitures d'intérim à moteur V8 2,0 litres Climax ou BRM, telles les agiles Lotus 33 et BRM »,.
La BT19 est présentée aux deux manches finales des championnats de Formule Tasmane en 1965 et en 1966. La règlementation locale est la même que celle de la Formule 1 avant 1961, notamment avec une cylindrée maximale de 2,5 litres. La Formule Tasmane est le principal débouché pour les moteurs Repco et l'implication de Brabham Racing Organisation est censée promouvoir leur moteur de 2,5 litres. Frank Hallam, responsable de la conception et de la fabrication des moteurs Repco chez Repco-Brabham, dit que le nouveau moteur de plus petite cylindrée « n'a jamais développé le même rendement que le moteur de 3,0 litres », alors que celui-ci n'était déjà pas particulièrement puissant. La BT19 mue par le bloc Repco de 2,5 litres parvient ainsi à signer une troisième place dans la compétition.

## Meetings

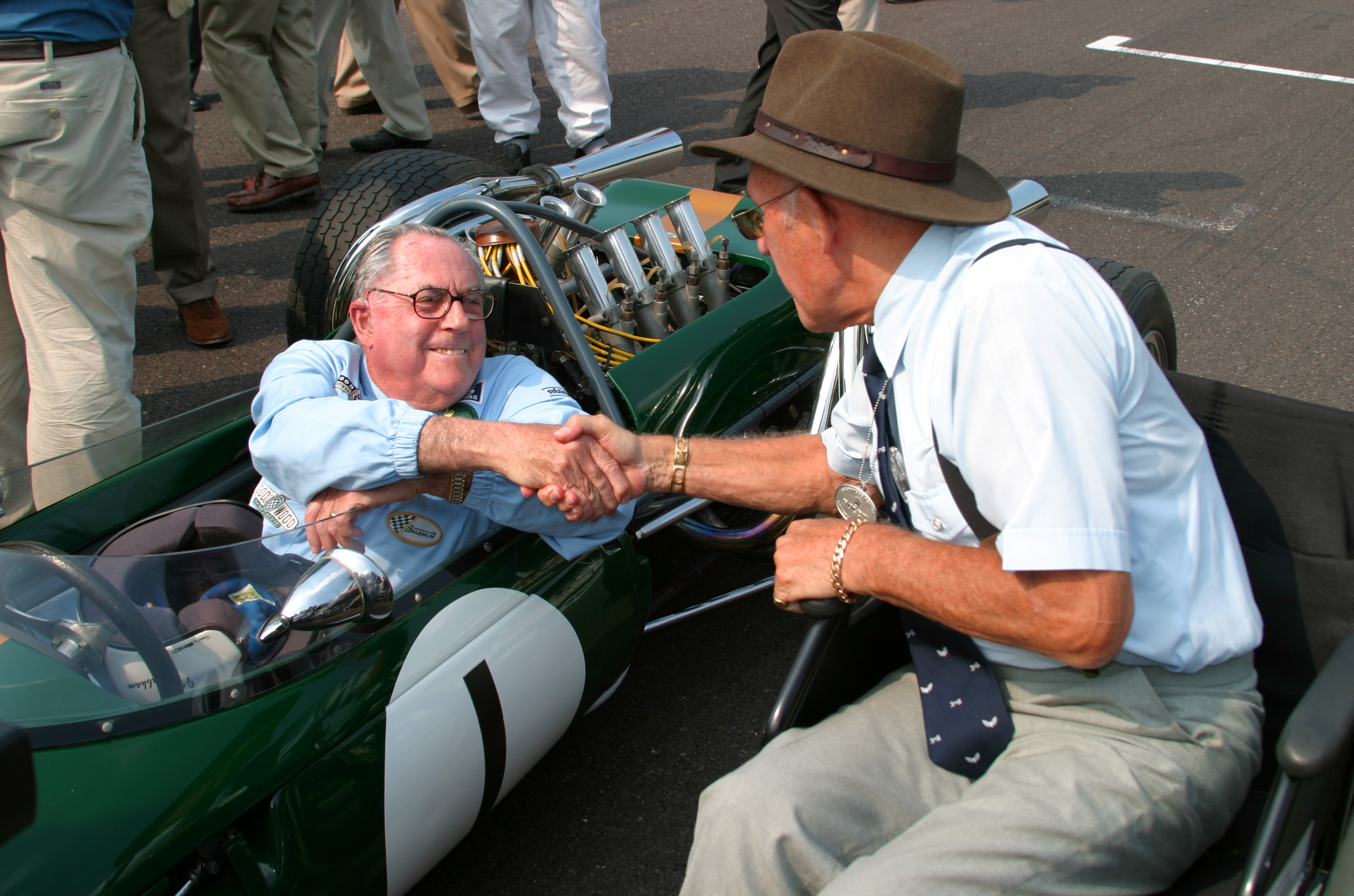
Les anciens rivaux, Jack Brabham et Stirling Moss, au festival de vitesse de Goodwood en 2004. Brabham est assis dans la BT19.

La BT19 n'est pas engagée dans une compétition majeure après 1967. Au moment de prendre sa retraite en Australie, fin 1970, Jack Braham est toujours propriétaire de la BT19 et le reste jusqu'en 1976 quand il la confie à l'atelier de restauration de Repco Engine Parts Group. En 1986, Automotive Components Ltd. (ACL) est créée à la suite du management buy-out d'Engine Parts Group. La BT19 est donnée à ACL et, depuis sa restauration, la voiture fréquente les rassemblements automobiles.
Elle est présente aux Grands Prix d'Australie en 1985 et en 1996, sur les circuits urbains d'Adélaïde et de Melbourne. Aperçue au Goodwood Revival en 2004, elle est revendue la même année à Repco pour ACL. Depuis 2008, elle est prêtée par Repco pour être exposée dans le hall du Melbourne Cricket Ground.
En 2002, lors du meeting inaugural Speed on Tweed à Murwillumbah, Jack Brabham, désormais âgé de 76 ans, déclare : « elle a été une merveilleuse voiture au fil des années et elle a été très bien entretenue et c'est un plaisir de venir ici et de la conduire. Venir à Murwillumbah était une très bonne excuse pour remonter dans la voiture et la conduire à nouveau et je crains que ce soit quelque chose dont je ne me lasserai jamais »,.

## Résultats en course

### Championnat du monde de Formule 1
| Saison | Écurie                      | Moteur       | Pneumatiques | Pilotes      | Courses | Courses | Courses | Courses | Courses | Courses | Courses | Courses | Courses | Courses | Courses | Points inscrits | Classement |
| Saison | Écurie                      | Moteur       | Pneumatiques | Pilotes      | 1       | 2       | 3       | 4       | 5       | 6       | 7       | 8       | 9       | 10      | 11      | Points inscrits | Classement |
| 1966   | Brabham Racing Organisation | Repco 620 V8 | Goodyear     |              | MON     | BEL     | FRA     | GBR     | P-B     | ALL     | ITA     | USA     | MEX     |         |         | 42 (49)         | Champion   |
| 1966   | Brabham Racing Organisation | Repco 620 V8 | Goodyear     | Jack Brabham | Abd.    | 4e      | 1er     | 1er     | 1er     | 1er     | Abd.    |         |         |         |         | 42 (49)         | Champion   |
| 1967   | Brabham Racing Organisation | Repco 740 V8 | Goodyear     |              | AFS     | MON     | NED     | BEL     | FRA     | GBR     | ALL     | CAN     | ITA     | USA     | MEX     | 63 (67)         | Champion   |
| 1967   | Brabham Racing Organisation | Repco 740 V8 | Goodyear     | Jack Brabham |         | Abd.    | 2e      |         |         |         |         |         |         |         |         | 63 (67)         | Champion   |
| 1967   | Brabham Racing Organisation | Repco 740 V8 | Goodyear     | Denny Hulme  |         |         |         | Abd.    |         |         |         |         |         |         |         | 63 (67)         | Champion   |

Légende : ici 

### Résultats hors-championnat
| Année | Épreuve                     | Circuit          | Catégorie       | Pilote        | Résultat | Résumé |
| 1966  | Grand Prix d'Afrique du Sud | East London      | Formule 1       | Jack Brabham  | Abd.     | Résumé |
| 1966  | Sandown Park Cup            | Sandown          | Formule Tasmane | Jack Brabham  | Abd.     |        |
| 1966  | South Pacific Trophy        | Longford         | Formule Tasmane | Jack Brabham  | 3e       |        |
| 1966  | Grand Prix de Syracuse      | Syracuse         | Formule 1       | Jack Brabham  | Abd.     | Résumé |
| 1966  | BRDC International Trophy   | Silverstone      | Formule 1       | Jack Brabham  | 1er      | Résumé |
| 1966  | 10 Lap Racing Car Event     | Surfers Paradise | Formule Libre   | Jack Brabham  | Nc.      | *      |
| 1966  | Oulton Park Gold Cup        | Oulton Park      | Formule 1       | Jack Brabham  | 1er      | Résumé |
| 1967  | Oulton Park Gold Cup        | Oulton Park      | Formule 1       | Frank Gardner | Abd.     | Résumé |
| 1967  | Grand Prix d'Espagne        | Jarama           | Formule 1       | Jack Brabham  | 3e       | Résumé |

* : Le 10 Lap Racing Car Event of Surfers Paradise est une des courses d'ouverture du Surfers Paradise Trophy 1966 qui s'est tenu le 14 août 1966.